# Catascopus (Catascopus)
Sous-genre
Catascopus est un sous-genre de coléoptères de la famille des Carabidae, de la sous-famille des Harpalinae, de la super-tribu des Lebiitae, de la tribu des Lebiini et de la sous-tribu des Pericalina.

## Espèces
- Catascopus aculeatus Chaudoir, 1861
- Catascopus aeneus Saunders, 1863
- Catascopus aequatus Dejean, 1831
- Catascopus agnatus Chaudoir, 1872
- Catascopus alesi Jedlicka, 1935
- Catascopus andamanensis Chaudoir, 1877
- Catascopus andrewesi Louwerens, 1951
- Catascopus angulatus Chaudoir, 1861
- Catascopus aruensis Saunders, 1863
- Catascopus balthasari Jedlicka, 1935
- Catascopus beauvoisi Laporte de Castelnau, 1835
- Catascopus beccarii Straneo, 1943
- Catascopus bellus Andrewes, 1921
- Catascopus biroi Darlington, 1968
- Catascopus brachypterus Chaudoir, 1861
- Catascopus brasiliensis Dejean, 1831
- Catascopus brevispinosus Sloane, 1910
- Catascopus brunneus Darlington, 1968
- Catascopus bryanti Andrewes, 1921
- Catascopus chalydicus Olliff, 1885
- Catascopus chaudoiri Castelnau, 1867
- Catascopus cingalensis Bates, 1886
- Catascopus clarus Andrewes, 1930
- Catascopus cupripennis J. Thomson, 1857
- Catascopus cyanellus Chaudoir, 1848
- Catascopus cyaneus Chaudoir, 1848
- Catascopus dalbertisi Straneo, 1943
- Catascopus defanisi Straneo, 1994
- Catascopus diffinis Chaudoir, 1872
- Catascopus dobodura Darlington, 1968
- Catascopus elegans (Weber, 1801)
- Catascopus elegantulus Jedlicka, 1935
- Catascopus erwini Straneo, 1994
- Catascopus facialis (Wiedemann, 1819)
- Catascopus fuscoaeneus Chaudoir, 1872
- Catascopus hardwickei Kirby, 1825
- Catascopus hexagonus Straneo, 1994
- Catascopus hinei Straneo, 1994
- Catascopus ignicinctus Bates, 1883
- Catascopus illustris Andrewes, 1937
- Catascopus jenkinsi Andrewes, 1937
- Catascopus keralensis Straneo, 1994
- Catascopus laevigatus Saunders, 1863
- Catascopus laevipennis Saunders, 1863
- Catascopus laotinus Andrewes, 1921
- Catascopus laticollis Macleay, 1883
- Catascopus latimargo Straneo, 1994
- Catascopus latus Darlington, 1968
- Catascopus lissonotus Andrewes, 1921
- Catascopus lumawigi Straneo, 1994
- Catascopus marani Jedlicka, 1935
- Catascopus moorei Straneo, 1994
- Catascopus obscuroviridis Chevrolat, 1835
- Catascopus pecirkai Jedlicka, 1935
- Catascopus phlogops Andrewes, 1926
- Catascopus praesidens (J. Thomson, 1857)
- Catascopus punctipennis Saunders, 1863
- Catascopus quadrispina Straneo, 1994
- Catascopus regalis Schmidt-Gobel, 1846
- Catascopus rex Darlington, 1968
- Catascopus riedeli Baehr, 1997
- Catascopus rufipes Gory, 1833
- Catascopus rufofemoratus Chaudoir, 1837
- Catascopus saphyrinus Andrewes, 1921
- Catascopus sauteri Dopuis, 1914
- Catascopus savagei Hope, 1842
- Catascopus schaumi Saunders, 1863
- Catascopus senegalensis Dejean, 1831
- Catascopus sidus Darlington, 1968
- Catascopus similaris Xia & Yu, 1992
- Catascopus simillimus Straneo, 1994
- Catascopus simplex Chaudoir, 1872
- Catascopus smaragdulus Dejean, 1825
- Catascopus specularis Imhoff, 1843
- Catascopus strigicollis Straneo, 1943
- Catascopus subquadratus Motschulsky, 1864
- Catascopus uelensis Burgeon, 1930
- Catascopus validus Chaudoir, 1854
- Catascopus versicolor Saunders, 1863
- Catascopus violaceus Schmidt-Gobel, 1846
- Catascopus virens Chaudoir, 1872
- Catascopus viridicupreus Jedlicka, 1935
- Catascopus viridis Jedlicka, 1935
- Catascopus vitalisi Dupuis, 1914
- Catascopus vollenhoveni Chaudoir, 1872
- Catascopus wallacei Saunders, 1863
- Catascopus whithillii Hope, 1838